# Mutualitat
Una mutualitat, mútua o mutual és una entitat sense ànim de lucre constituïda sota els principis de la solidaritat i l'ajuda mútua en les quals unes persones s'uneixen voluntàriament per a tenir accés a uns serveis.
Els socis de la mutualitat, dits mutualistes, contribueixen al finançament de la institució amb una quota social. Amb el capital acumulat a través de les quotes socials dels mutualistes, la institució brinda els seus serveis a aquells socis que els necessiten.
Alguns exemples de serveis oferts avui comunament per mutualitats són les assegurances amb les mútues d'assegurances i la previsió de malalties i plans de jubilació a través de les mutualitats de previsió social o les mútues d'accidents de treball i malalties professionals, entitats que cobreixen els accidents laborals i col·laboradores de la gestió de la Seguretat Social.

## Principis
Els principis bàsics de les mutualitats són els següents:
- adhesió voluntària
- organització democràtica
- neutralitat institucional: política, religiosa, racial i gremial
- contribució d'acord amb els serveis a rebre
- capitalització social dels excedents
- educació i capacitació social i mutual
- integració per al desenvolupament.

## Història
Es conten com antecedents de les mutualitats les sunedrias i hetedrias gregues i les associacions d'estalvi i guildas medievals. Les mutualitats modernes naixen a mitjan segle xviii en Anglaterra on menuts grups de persones adquirien el compromís de suportar en comú les despeses per malaltia o soterrament dels seus membres. La Llei de Rose de 1793 va donar el primer estatut a les mutualitats. En França les societés de sécours mutuels (societats de socors mutus) es trobaven fortament establides en l'última meitat del segle xix malgrat l'oposició de l'Estat. En Alemanya la intervenció del govern i els *historicistas va propiciar que els patrons acceptaren les kassen. Les mutualitats es van estendre finalment per tot el món.
L'aparició de la seguretat social estatal va fer témer pel futur de les mutualitats, però aquestes finalment han aconseguit complementar i ampliar a aquella.